# Shaka Ponk
Gli Shaka Ponk (a volte abbreviato SHK PNK) sono un gruppo rock elettronico francese formatosi nel 2004. Attualmente composti da sette membri, gli Shaka Ponk utilizzano vari elementi di diversi generi musicali come il rock, il funk e l'hip hop. I loro testi sono un misto di inglese, francese, esperanto e spagnolo.
La mascotte del gruppo è Goz, una scimmia virtuale creata da Stan, un hacker conosciuto da Frah e CC a Los Angeles.

## Origine del nome
Il termine "Shaka" deriva da "Shākyamuni", ossia dal nome sanscrito del Buddha; originariamente infatti l'idea era quella di formare una band buddhista con uno spirito metal. Inoltre è un riferimento allo "shake" (in italiano, scuotere) delle percussioni. Il termine "Ponk" sottolinea invece il carattere punk del gruppo ed è anche il nome di una tribù di nativi americani.

## Membri
- Goz - batteria elettronica, voce
- François Charon, detto Frah - voce e altri strumenti
- Samaha Sam - voce
- Mandris - basso
- Cyril, detto CC - chitarra
- Steve - tastiere, sample
- Ion Meunier - batteria

### Vecchi membri
- Bobee O.D. - batteria
- Thias - basso

## Discografia

### Album
- 2006 - Loco Con Da Frenchy Talkin
- 2009 - Bad Porn Movie Trax
- 2011 - The Geeks and the Jerkin' Socks
- 2011 - Sex, Plugs and Vidiot'Ape
- 2014 - The White Pixel Ape (Smoking Isolate to Keep in Shape)
- 2014 - The Black Pixel Ape (Drinking Cigarettes to Take a Break)
- 2017 - The Evol'
- 2023 - Shaka Ponk'

### Live
- 2012 - NRJ Sessions Shaka Ponk

### Singoli
- How We Kill Stars (2009)
- Do (2009)
- Let's Bang (2011)
- Palabra Mi Amor (2011)
- Run Run Run (2011)
- My name is Stain (2011)
- Let's Bang[5] (2012)
- I'm Picky[6] (2012)
- Altered Native Soul (2014)
- Wanna Get Free (2014)
- Lucky G1rl (2014)
- Story O' my LF (2014)
- Heal Me, Kill Me (2014)
- An Eloquent (2014)
- On the Ro' (2014)